# 이찬선
이찬선(李贊善, 1962년 5월 21일 -)은 전 KBO 리그 삼미 슈퍼스타즈의 선수이다.